# Metropolitana di Sofia
La metropolitana di Sofia (in bulgaro: Софийско метро, Sofijsko metro) è la rete di trasporto rapido ferroviario urbano della capitale bulgara Sofia. È la prima e unica rete del genere della nazione; consiste di quattro linee, e si estende per un totale di 52 km con 47 stazioni.

## Storia
Pur essendo in progetto sin dagli anni sessanta, la costruzione della metropolitana non iniziò ufficialmente fino agli anni novanta, principalmente perché la città non aveva un bisogno urgente della rete metropolitana. Un altro fattore fu la profondità a cui dovevano essere svolti i lavori: essendo una delle città più antiche d'Europa, Sofia sorge su una grande quantità di strati geologici. Le tracce dell'antichità si possono trovare alla stazione Serdika, che comprende una serie di rovine romane e della Tracia, oltre che l'architettura moderna. Durante la costruzione del Palazzo Nazionale della Cultura nel 1982, furono costruite due stazioni della metropolitana e il tunnel che le collega.
La costruzione della metropolitana iniziò dalle aree soggette a maggior traffico, dove il flusso di passeggeri raggiunge le 40.000 unità all'ora di punta.
La prima tratta della linea 1 fu attivata il 28 gennaio 1998, con 5 stazioni e una lunghezza di 6,5 km, dal viale Slivnica, attraverso Ljulin, fino al viale Konstantin Veličkov. La stazione Opălčenska fu aperta il 17 settembre 1999 e la stazione Serdika, in piazza Sv. Nedelja seguì il 31 ottobre 2000, facendo raggiungere alla linea gli 8,1 km di estensione. Nell'aprile 2003 la tratta in servizio fu prolungata a Obelia, con l'aggiunta di 1,8 km di tracciato.
La linea 1 fu allungata nel 2005 (come definito nel 2004), da piazza Sv. Nedelja, attraverso il centro cittadino, verso Interpred a Izgrev, con 3 stazioni e 4,8 km di percorso. Nel frattempo, nel 2006, iniziò la costruzione di una nuova sezione della stessa linea da Interpred a Mladost 1, per 3,2 km con altre tre stazioni. Il completamento di tre nuove stazioni era previsto per l'autunno 2007, ma visti i ritardi, l'apertura è avvenuta l'8 maggio 2009.
La linea è stata estesa con due diramazioni: da Mladost all'Aeroporto di Sofia (11 km con 6 stazioni) e da Mladost al Parco degli Affari (4 stazioni), entrambe entrate in servizio nel 2015.
La costruzione della seconda linea da Nadežda al boulevard Černi Vrăh, passando per la Stazione Centrale e il Palazzo Nazionale della Cultura (NDK), è iniziata nel 2007 ed è stata aperta il 31 agosto 2012. Attualmente la linea 2 è lunga 11 km per 11 stazioni.
Dagli anni 2010 esistevano progetti per una terza linea (M3), che avrebbe effettuato il percorso dal quartiere Ovča kupel, nel sud-ovest della città, al complesso residenziale Levski, nel nord-est, per 16 km e altrettante stazioni. I lavori per la parte principale cominciarono tra il 2016 ed il 2017, con un progetto totalmente finanziato dall'Unione Europea. Le prime 8 stazioni della linea entrarono in servizio il 26 agosto 2020 e altre 4 il 24 aprile 2021.
Nel progetto attuale, la terza linea (M3) è stata estesa e prevede un totale di 23 stazioni, così suddivise: 16 stazioni della linea principale e 6 stazioni della diramazione di Slatina. Attualmente sono in funzione 12 stazioni della linea principale e sono in costruzione 3 stazioni a Levski, il cui completamento è previsto per il 2025. Ora, altre 6 stazioni sono in fase di costruzione nel ramo di Slatina.
Il 26 agosto 2020, la seconda linea è stata divisa in due parti: la linea M2, che va dalla stazione di Vitosha alla stazione di Obelya, e la linea M4, che va da Obelya a Sofia Airport. I treni continuano a percorrere la lunghezza di entrambe le linee, ma sulle mappe e su altri cartelli della metropolitana viene gradualmente introdotta la linea M4. La divisione è in preparazione alla futura costruzione della stazione Moderno predgradie, che dovrebbe separare fisicamente le linee e consentire loro di avere orari indipendenti.

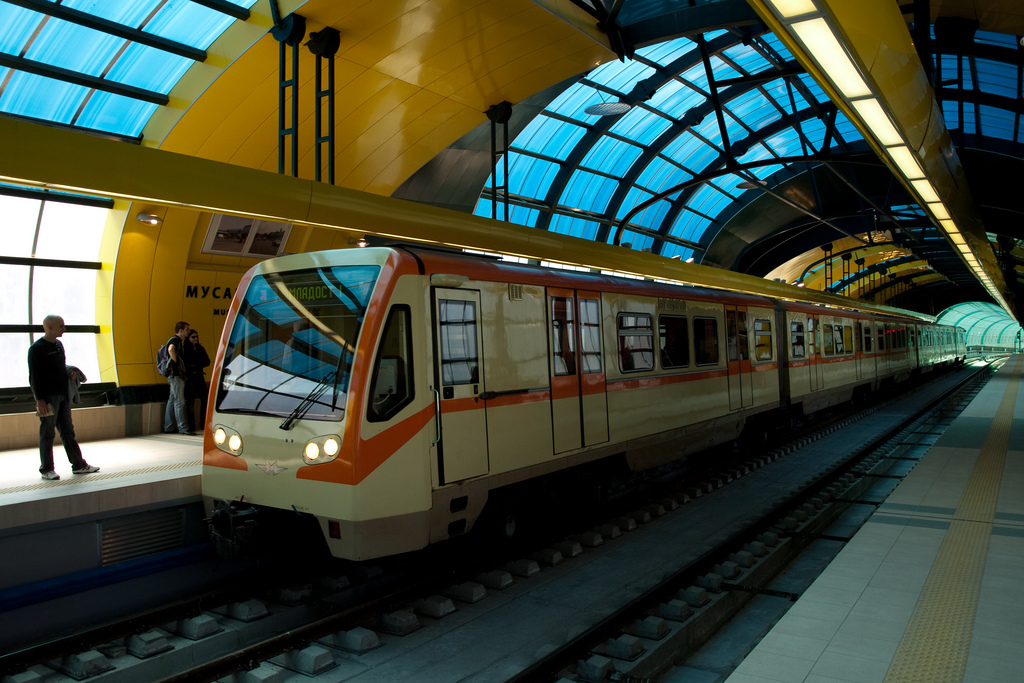
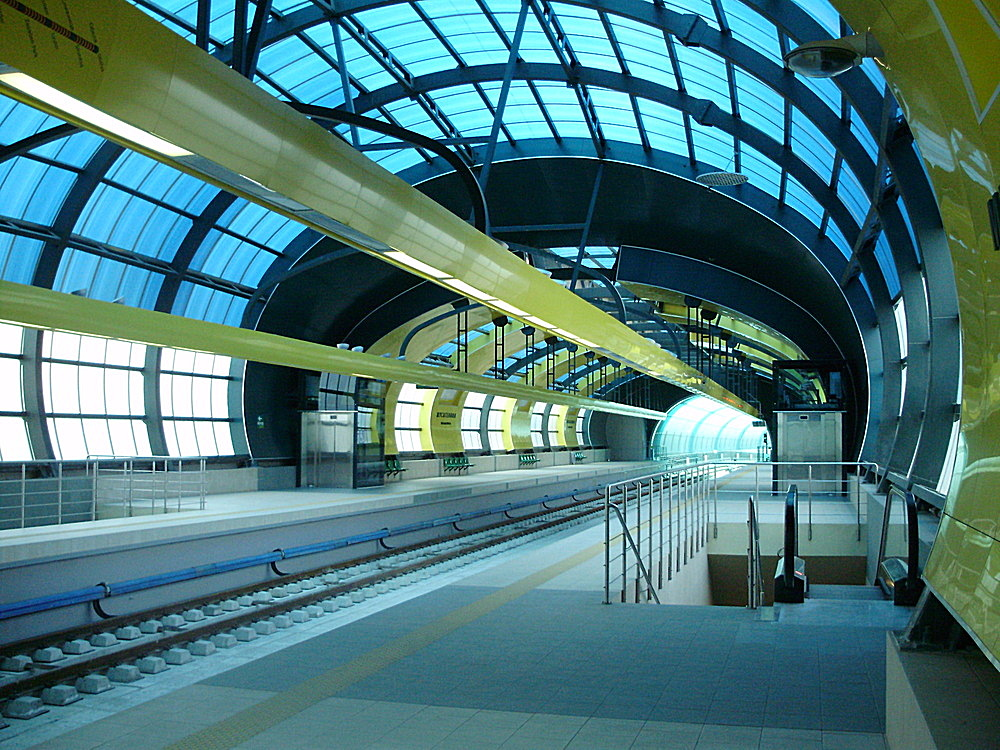
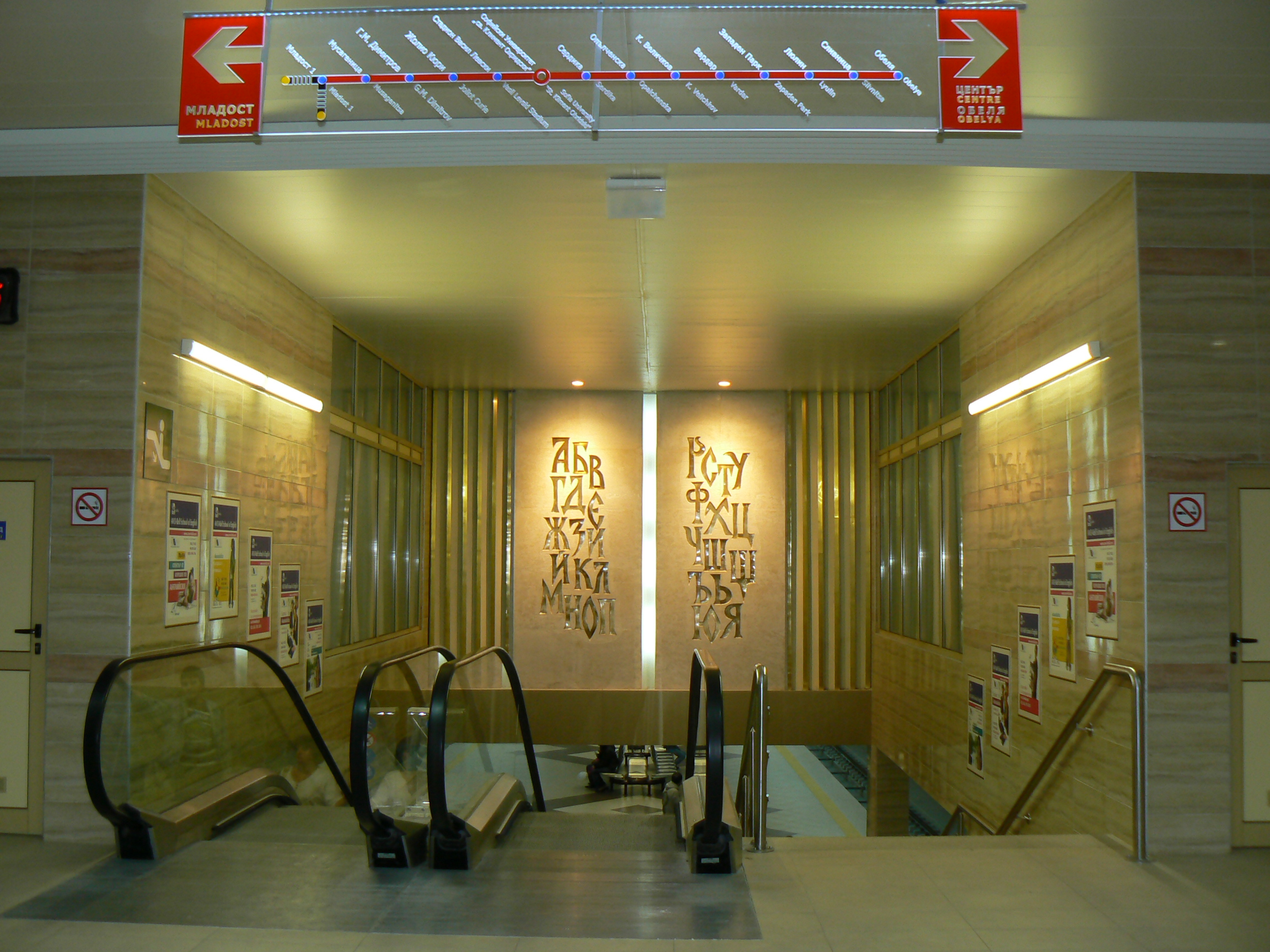
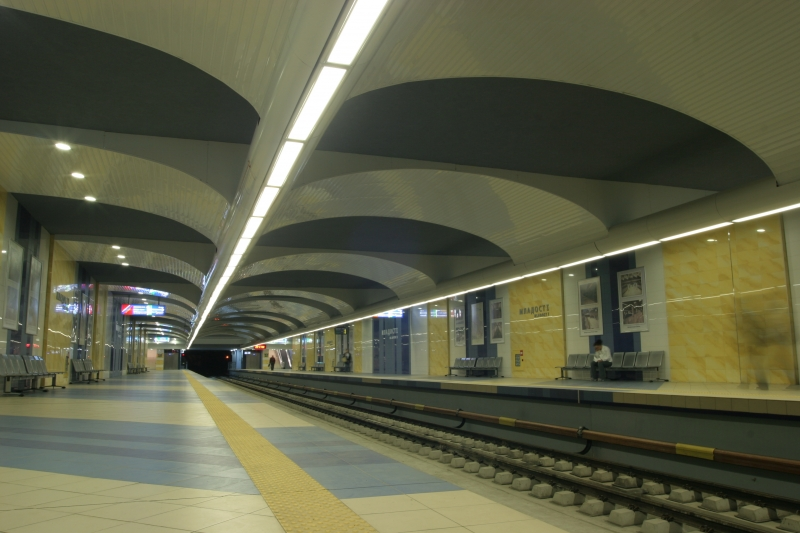
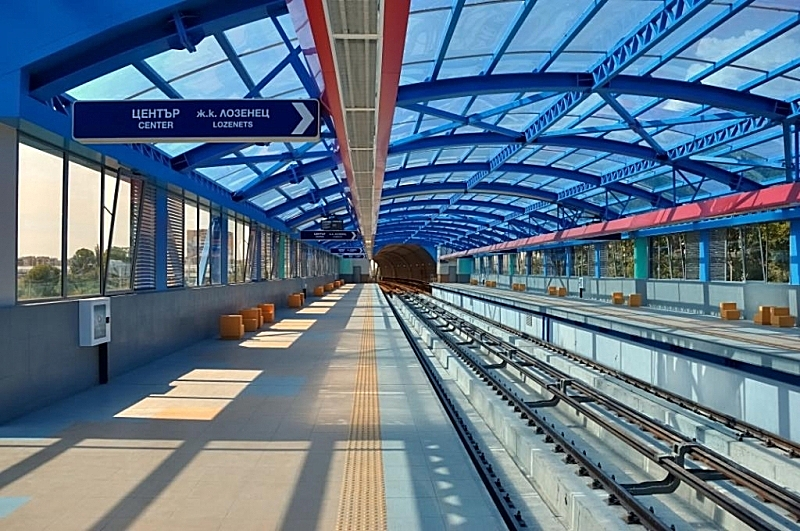
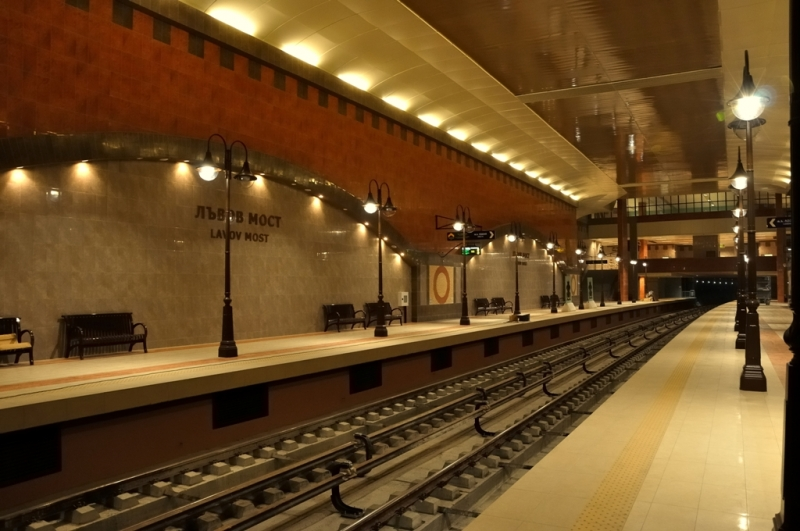
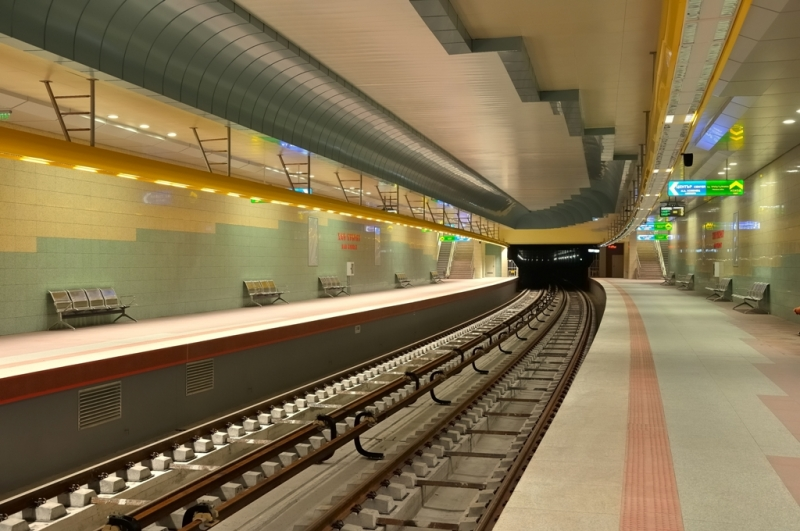
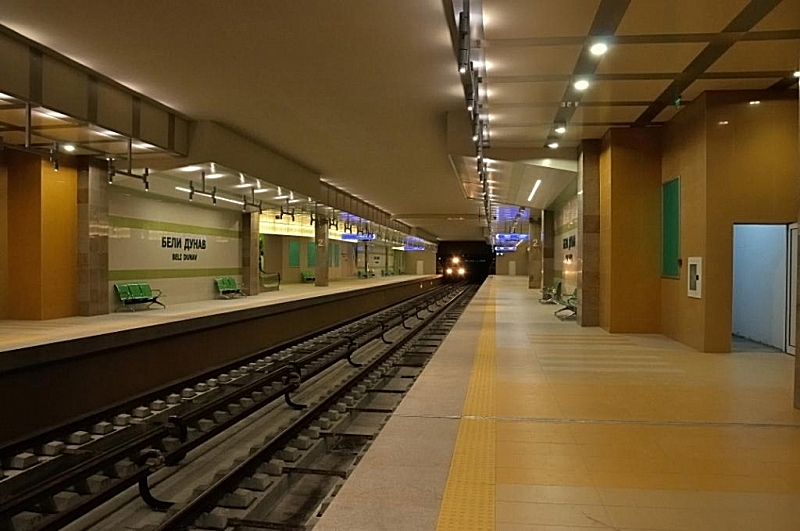
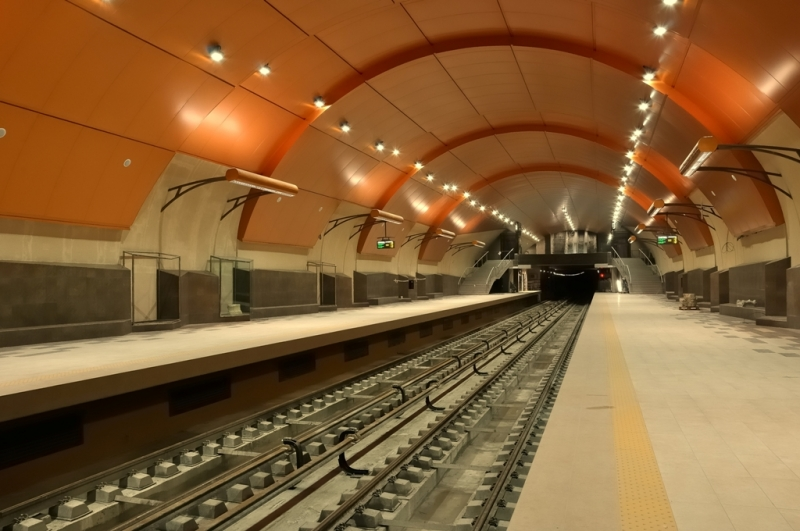
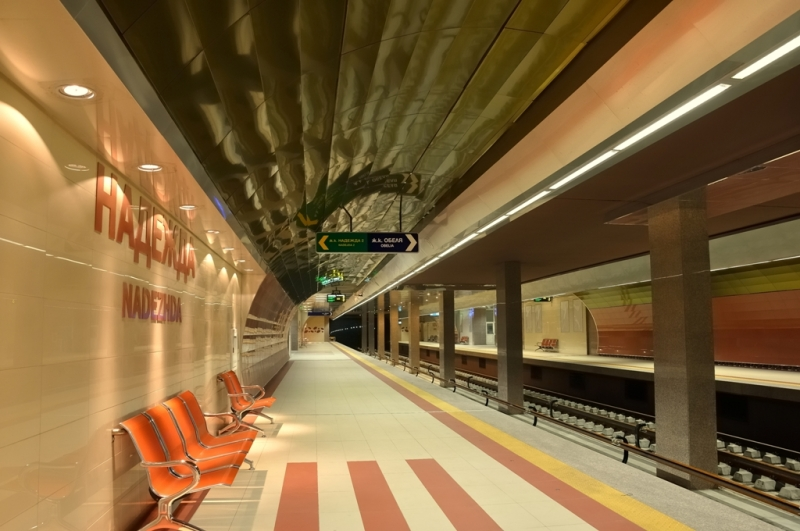
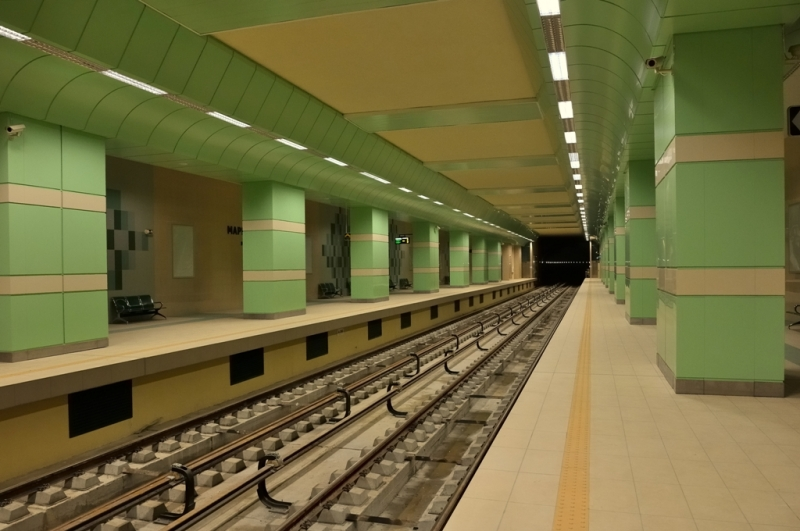
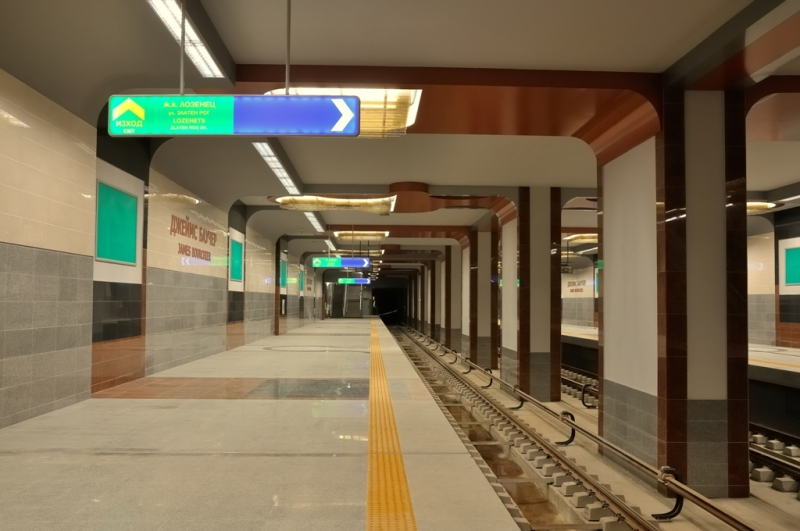